# Steurbautichthys aequatorialis
Steurbautichthys aequatorialis è un pesce osseo estinto, appartenente ai teleostei. Visse nel Giurassico medio (Aaleniano - Bathoniano, circa 173 - 165 milioni di anni fa) e i suoi resti fossili sono stati ritrovati in Africa.

## Descrizione
Questo piccolo pesce possedeva un corpo simile a quello di un'aringa, piuttosto affusolato e di piccole dimensioni. La lunghezza era di circa 25 centimetri. Steurbautichthys era caratterizzato da una grossa testa, un muso dal profilo vagamente aquilino e un rostrale mediano ovale di piccole dimensioni, che non raggiungeva la punta del muso. Le ossa nasali erano larghe ed erano separate dalle frontali posteriormente. L'osso parasfenoide era privo di denti, e mostrava grandi processi basipterigoidei. Le fauci erano dotate di piccoli denti conici. Le premascelle erano piccole e prive di processi ascendenti. La mandibola era allungata e si articolava con il quadrato al livello del margine orbitale posteriore. Le scaglie erano simili a quelle di Leptolepis, ed erano dotate di un'articolazione a incastro. La superficie della ganoina era debolmente ornamentata e il margine posteriore delle scaglie era liscio. 

## Classificazione
Il genere Steurbautichthys venne istituito da Louis Taverne nel 2011, sulla base di resti fossili ritrovati nella formazione Stanleyville nei pressi di Kisangani, nella Repubblica Democratica del Congo; i fossili erano stati precedentemente descritti nel 1962 da de Saint-Seine e Casier come Pholidophorus aequatorialis. 
La ridescrizione di Taverne ha chiaramente indicato che Steurbautichthys non era ascrivibile ai folidoforiformi, ma presentava alcune caratteristiche (ad esempio le ossa nasali di grandi dimensioni) che richiamavano altri pesci teleostei arcaici, come Ankylophorus e Siemensichthys. Steurbautichthys, quindi, è stato ascritto all'ordine degli anchiloforiformi (Ankylophoriformes). Nello stesso giacimento dal quale provengono i resti di Steurbautichthys sono stati ritrovati i fossili di un altro anchiloforiforme di dimensioni minori, Songaichthys. 